# Chiara Badano
Chiara Badano, nota anche come Chiara Luce o Chiara Luce Badano (Sassello, 29 ottobre 1971 – Sassello, 7 ottobre 1990), è stata un'appartenente al movimento dei focolari morta a 18 anni a causa di un osteosarcoma.
Beatificata il 25 settembre 2010, il suo culto si celebra il 29 ottobre, giorno della sua nascita.

## Biografia
Figlia di Ruggero Badano e di Maria Teresa Caviglia, crebbe a Sassello dove conobbe il movimento dei focolari nel 1980.
S'impegnò come attivista di tale gruppo ad Albisola e Genova, divenendo una Gen 3 e occupandosi di bambini e anziani; iniziò anche una fitta corrispondenza con la leader e fondatrice dei Focolari, Chiara Lubich.
Trasferitasi a Savona per gli studi ginnasiali, nel 1988 ebbe le avvisaglie del tumore osseo che ne causò la morte: durante una partita di tennis, avvertì infatti un forte dolore alla spalla e nel febbraio 1989 le fu diagnosticato un osteosarcoma con metastasi.
Operata una prima volta alle Molinette di Torino fu sottoposta a chemio e radioterapia.
Nonostante la chirurgia, perse l'uso delle gambe e nel giugno successivo fu operata di laminectomia dorsale.
Durante il ricovero continuò a seguire le attività dei focolarini: donò i suoi risparmi a un amico in partenza per una missione nel Benin e realizzò lavori a mano da vendere per beneficenza.
Oramai malata terminale nonostante gli interventi, trascorse gli ultimi mesi di vita a casa a Sassello fino alla morte, sopraggiunta il 7 ottobre successivo.
Già da due mesi aveva dato disposizioni per le sue esequie, chiedendo d'esser deposta nel feretro indossando un abito bianco da sposa, considerando il momento del suo trapasso il matrimonio con Gesù e, contestualmente, disponendo che le sue cornee fossero donate.
Chiara Lubich, negli ultimi giorni della vita della giovane, le diede il soprannome di Chiara Luce.
Le sue spoglie sono sepolte nella cappella di famiglia del cimitero di Sassello.

## La causa di beatificazione
L'11 giugno 1999 iniziò il processo di canonizzazione e il 21 agosto successivo gli atti furono trasmessi in Vaticano.
Tra le ragioni addotte per la canonizzazione figurano la dedizione alla cura di bambini e anziani e il comportamento definito «eroico» davanti alla malattia.
Chiara Badano fu dichiarata venerabile da Benedetto XVI il 3 luglio 2008.
In aggiunta a ciò, una commissione religiosa definì «miracolosa» la guarigione, attribuita all'intercessione di Chiara Luce, da meningite fulminante in fase terminale di un giovane triestino; la circostanza ne agevolò la causa di beatificazione, che fu celebrata il 25 settembre 2010 al Divino Amore di Roma.